# 水粿
水粿是源自廣東潮汕的傳統小吃，也在馬來西亞和新加坡流行，在南馬和新加坡一帶通常念成潮州話的“Chwee kueh”，在吉隆坡一帶則稱為碗仔糕（廣東話發音）。屬為馬來西亞的街頭小吃，後由路邊攤搬遷到小販中心，水粿始出現於招牌。臺灣的客家族群則稱作水粄（客家語發音）。

## 作法
水粿用白米磨成漿制成的粉團，放在特定的模子蒸成形。餡料用菜脯、蔥、蝦米、辣椒煮成，吃時再加上一些辣菜脯，通常都是作為早餐或下午茶。